# Добродетель национализма
Добродетель национализма (англ. The Virtue of Nationalism) — книга израильско-американского политического теоретика Йорама Хазони, вышедшая в 2018 году.

## Содержание
Хазони утверждает, что национальное государство — это лучшая форма правления, которую когда-либо изобрели люди, в отличие как от исторических империй, так и от современных форм глобального управления, включая учреждения, связанные с Организацией Объединённых Наций, такие как Международный суд. В частности, Хазони утверждает, что национализм однозначно обеспечивает «коллективное право свободных людей управлять собой».
Согласно Хазони, национальная идентичность основана не на расовой или биологической однородности, а на «узах взаимной лояльности» к общей культуре и общей истории, которые объединяют различные группы в национальную единицу. Хазони утверждает, что социальная сплоченность, обеспечиваемая национальным государством, где общий язык и история являются общими для большинства населения, может обеспечить уровень доверия, который позволяет производить социальные и моральные блага, такие как гражданские и политические свободы.
Он утверждает что в отличие от таких систем, как Европейский союз, где государства-члены связаны мерами, принимаемыми Союзом, каждое национальное государство устанавливает уникальные системы, стандарты и административные процедуры, эффективно проводя серию экспериментов, которые другие национальные государства могут свободно копировать, поскольку они стремятся к улучшению.
Он утверждает, что исторический факт заключается в том, что права и свободы людей лучше всего защищались национальными государствами, особенно в Англии и Соединенных Штатах. Это, по мнению Хазони, резко контрастирует с попытками установления «всеобщего политического порядка … когда везде действует единый стандарт права, поэтому терпимость к отличающимся политическим и религиозным точкам зрения неизбежно снижается». Хазони утверждает, что глобализирующиеся политически прогрессивные элиты продвигают «глобальное верховенство права», которое нетерпимо к культурным различиям, патриотизму и религиозной вере. Хазони пишет, что глобалисты пропагандируют «антинационалистическую ненависть» и агрессивно нетерпимы к культурному партикуляризму. По словам Хазони, «либеральный интернационализм — это не просто позитивная повестка дня. … Это империалистическая идеология, которая подстрекает против … националистов, стремящаяся к их делегитимации везде, где они появляются».

### Израиль и Европейский Союз
В противопоставлении, которое обозреватель книги Айра Столл описывает как «сильнейший аргумент» книги в пользу национализма, Хазони обсуждает противоположное понимание этого вопроса, которого придерживаются европейцы и израильтяне.
В ноябре 1942 года, когда из Европы просочились слухи о массовых убийствах еврейских семей, премьер-министр-основатель Израиля Бен-Гурион заявил, что евреев «хоронят заживо в вырытых ими могилах … потому что евреи не имеют ни политического положения, ни еврейской армии, ни еврейской независимости, ни родины».
Однако в Европе считается что Холокост был вызван немецким национализмом. Поэтому, по словам Хазони, в глазах европейцев «ответом на Холокост является не Израиль, а наднациональный Европейский Союз».
Хазони же описывает нацизм Третьего рейха как особую форму империализма и расового превосходства. Он утверждает, что евреям не хватало как раз национального еврейского государства, в котором они могли бы найти убежище. По общему мнению израильтян, именно Израиль является наиболее эффективным ответом на Холокост.

## Критика
Джон Фонте в статье для National Review описал «Добродетель национализма» как книгу, «которая станет классикой». В феврале 2019 года книга получила книжную премию Паолуччи от Института межвузовских исследований.
Рецензируя книгу для The New York Times, Джастин Вогт назвал нарратив Хазони «редуктивным подходом, (который) ставит ложный выбор между идеализированным порядком благородных суверенных наций и тоталитарным глобальным правительством». По мнению Фогта, «мир мог бы использовать менее моралистическую, более тонкую защиту национализма. Эта книга — упущенная возможность». В этом ключе критики книги в значительной степени осудили использование Хазони терминов и категорий. Например, в одной рецензии Парка Макдугалда для нью-йоркского журнала The Intelligencer отмечается: «Главный недостаток книги заключается в том, что Хазони имеет тенденцию определять свои термины как идеальные типы, а затем рассуждать на основе этих определений». Точно так же в другом обзоре профессора Университета Джорджа Вашингтона Сэмюэля Голдмана в Modern Age говорится, что аргумент Хазони «основан на запутанном и контрпродуктивном использовании терминов».
Некоторые обозреватели отметили, что теория и защита национализма Хазони, похоже, не принимают во внимание историческую основу националистической мысли, возможно, чтобы сделать его позицию более приемлемой для читателей. Например, в эссе Майкла Шиндлера в журнале Jacobite отмечается, что теория Хазони в значительной степени основана на недавних исследованиях Израиля и англосферы (в частности, «Еврейские корни западной свободы» Фании Оз-Зальцбергер и «Мозаичный Момент» Филипа Горски), которые изображает «национализм как потомка библейской израильской модели», в отличие от «крепкого корпуса националистической теории, которая развивалась с 19 века». Это отсутствие заинтересованности, утверждает Шиндлер, «заметно», поскольку эта литература, хотя и «довольно убедительная … признает, что национализм виновен именно в том, в чём его обвиняют его либеральные критики».